# Stenelmis lariversi
Stenelmis lariversi är en skalbaggsart som beskrevs av Schmude. Stenelmis lariversi ingår i släktet Stenelmis och familjen bäckbaggar. Inga underarter finns listade i Catalogue of Life.